# Escharella gilsoni
Escharella gilsoni är en mossdjursart som beskrevs av De Blauwe 2006. Escharella gilsoni ingår i släktet Escharella och familjen Romancheinidae. Inga underarter finns listade i Catalogue of Life.